# Атлантски лосос
Атлантски лосос (лат. Salmo salar) је риба сродна пастрмки, врло укусног меса, достиже дужину до 1,5 m. Млади лососи, шокани, живе у текућој води две године, a затим настављају свој живот у мору да би се после неколико година вратили у реке и узводно доспели до места мрешћења у близини извора где полажу икру у децембру. Када зрели примерци ове врсте оду назад у реку, они мењају боју и изглед. Неке популације ове рибе мигрирају само у велика језера, а читав живот проводе у слаткој воде. За разлику од пацифичког лососа, ова врста може преживети мрест и поново се вратити у море.
Њено месо сматра се врло здравим и једним од најукуснијим међу рибама. Може се наћи у бројним културама и традиционалним кухињама и на тржишту има велику цену у односу на друге рибе. Већ дуго се лови у комерцијалне сврхе, што је утицало на популацију целе врсте, такође као и уништавање станишта у неким областима. Развијене су технике узгајања ове врсте коришћењем аквакултурних метода, а тренутно се узгаја у великом броју у многим државама широм света. Иако је ово одржива алтернатива и смањује риболов на дивљу популацију атлантског лососа, наишла је на критике многих еколога.

## Опис
Атлантском лососу дао је научно биномно име од стране зоолог Карл фон Лине, Salmo salar, salmo значи лосос, а salar лепер, према М. Бартону. Латински речник Ревиса и Шортска Clarendon Press, Oxford, 1879 преводи salar као својеврсну пастрмку. Ова врста у свету назива се још и сребрни и црни лосос.
Атлантски лосос најкрупнија је врста у његовом роду. Након две године проведене на мору, риба има просечну дужину од 71 до 76 цм и тежину од 3,6 до 5,4 кг, а многу бити и много већи. Године 1960. у водама Шкотске ухваћен је лосос тежине 49,44 килограма, највећи забележени, док је 1925. године у водама Норвешке ухваћен најдужи атлантски лосос, а био је дужине 160,65 цм. Одрасли примерци ове врсте живе у слаткој води, имају плаве и црвене тачке. У зрелом добу ова врста поприма сребрно плави сјај. Најлакши начин да се идентификује као одрасла јединка су црне тачке претежно изнад бочне линије. Када се размножавају мужјаци попримају благо зелену или црвену боју. Атлантски лосос има јаке зубе и пераја која су црне боје.

## Распрострањеност и станиште
Природно станиште за размножавање атлантског лососа су реке у Европи и североисточне воде Северне Америке. У Европи се атлантски лосос налази на југу Шпаније и северу Русије. Због спортског риболова неке од јужних популација у Шпанији су се смањиле. На врсту доста утичу промене у станишту слатке воде и клима. Атлантски лосос је врста рибе која воли углавном хладне воде и посебно је осетљив на промене температуре.
Реке Хусатоник и њена притока Наугатак биле су места великог дела популације атлантског лососа, који је настањивао потез одатле све до југа Атлантског океана у Сједињеним Америчким Државама. Међутим, постоји запис Хенрија Хадсона из 1609. године у којем пише да је атлантски лосос настањивао само реку Хадсон. Постоје фосили као докази да је ова врста настањивала обалне делове Њу Џерзија и пре око 10.000 година.
У две публикације из 1988. и 1996. године Карлсон је довео у питање тврдњу да је атлантски лосос био у изобиљу у Новој Енглеској, када је клима била топлија него данас. Поред тога, његов аргумент је заснован на недостатку података о костима на археолошким налазиштима у односу на друге врсте риба и тврди да су ове историјске информације можда преувеличане. Карлсонова тврдња је касније оспоравана у другом раду у којем тврди да су кости ове врсте рибе ретке и да се тешко проналазе у односу на кости других риба.
Популације атлантског лососа су значајно смањене у водама Сједињених Америчких Држава након масовног насељавања. Трговина крзном, сеча дрва, прављење брана и млинова, бављење пољопривредом, деградирали су станишта слатке воде и смањили популацију северноамеричких атлантских лососа у њиховим потоцима. Почетком 19. века станишта су још више постала угрожена, ерозија земљишта се променила, а потоци су готово нестали. Према историчару Д. В. Данфилду (1985) више од половине популације атлантског лососа нестало је у Северној Америци до 1850. године. У регији Нова Шкотска објављено је да су 31 од 33 потока који су настањивали атлантски лососи, уништени тако што су се правиле дрвне бране, што је довело до истребљења ове врсте у многим деловима Нове Шкотске. Риболов на атлантског лососа постао је масован у том периоду, а комерцијални риболов успоставио се дуж обала главних речних система.
Млади примерци атлантског лососа проводе четири године у реци. Када постану довољно крупни, до 15 центиметара, добијају сиве мрље и одлазе у море. Такође, они у овом добу пролазе кроз неке ендокринолошке промене како би се прилагодили разликама између станишта слатке и морске воде. Након одласка у отворени океан, атлантски лосос се храни планктонима или рибама попут харинге. Када имају годину великог раста, атлантски лососи се из мора враћају у потоке и реке. Само 5% атлантског лососа се врати у другу реку из које је потекао. Ова врста нестала је из многих река током 20. века због прекомерног риболова и уништења станишта.

## Екологија
Атлантски лосос започиње самостално да се храни са само неколико дана живота. Након што његово тело апсорбује жуманце он почиње са ловом. Млади примерци се хране инсектима, а како сазревају и ситном рибом. Неки једу и јаја других лососа, али ипак најчешће се хране инсектима. Одрасли примерци ове врсте хране се капелинима, сребрнастим рибама које нарасту од 20 до 25 цм. Сматра се да су територијалне рибе и да могу бити агресивни једни према другима. Такође, сматра се да је атлантски лосос агресивнијих од других врста лососа.
Већина атлантских лососа следи анадромско мигрирање риба, међутим одрасли се враћају због мреста у изворне потоке слатке воде где излегу јаја. Атлантском лососу није потребна слана вода, бројни примерци затворених слатководних популација широм северне хемисфере опстају и функционишу нормално, укључујући сада већ изумрлу популацију ове рибе у језеру Онтарио. Према истраживањима неки читав животни циклус проведу у сливу језера. Фаза преласка из слатководне воде у океан варира између две и осам година старости. Млади примерци у јужним рекама попут оних у Ламаншу одлазе у океан са само годину дана, док примерци из река Шкотске одлазе са четири године старости у океан. Атлантски лососи из вода Квебека, сусрећу се у океану када су стари осам година. У првој фази одрастања, атлантски лососи користе жуманца, а након тога добијају шкрге и постају активни ловци. Након тога напуштају узгајалиште у потрази за храном и прелазе велика подручја, у потрази за пленом. Завршна фаза је прелазак за пут до Атлантског океана. Преживљавање јаја и младих примерака зависи од квалитета станишта јер су атлантски лососи осетљиви на еколошке промене.
Миграције атлантског лососа у океан, дешавају се углавном између марта и јуна. Након што напусте своје наталне токове, атлантски лососи доживљавају период брзог раста током једне до четири године живота у океану. Ова врста мигрира из својих матичних потока на подручје на континенталној плочи изнад западног дела Гренланда и за то време суочавају се са великим бројем предатора, као што су морски пси укључујући гренландску ајкулу, праве раже и перајаре. Делфини су примећени како се играју са угинулим примерцима лососа, али није познато да ли их једу. Након неколико година проведених у отвореном мору, атлантски лосос се враћа у свој ток, а на том путу му прети опасност од разних предатора, укључујући птице, медведе и туљане. Преживљавање ове фазе код атлантског лососа је у између 14 и 53%.
Атлантски лосос се узгаја у рекама западне Европе од северног Португала до Норвешке, Исланда, Гренланда и источне обале Северне Америке од Конектиката у Сједињеним Америчким Државама и северно до Канаде. Женка копа депресију и ту полаже јајашца, а преко њих премешта шљунак. За разлику од других врста лососа који угину након мрешћења, ова врста се може вратити у море и поновити мрест неколико пута, углавном двапут. Атласки лосос показује велику разноликост у зрелом добу, а током сушне године неће се вратити на мрест.
Хибриди између смеђе пастрмке и атлантског лососа откривени су у северним водама Шпаније. Ова хибридизација највећа је пријављена до сада у свету. Пар популације атлантског лососа у последња три века повезан је са нестанком северноамеричког дабра, који иако се хране рибом, уклањају препреке до њихових мрестилишта. Миграција атлантског лососа може бити ограничена бранама, а због ретког присуства дабра, они некад нису у могућности да се мресте.
- Врло млада оплођена јаја атлантског лососа
- Атлантски лосос након што се излегне
- Млади примерци у потрази за храном
- Атлантски лосос у младом добру лови једе ларве и инсекте
- Након што постану зрели да мигрирају у океан, промене боју тела

## Контакт са људима
Атлантски лосос и даље се доста продаје широм света, најчешће свеж, али и конзервиран и смрзнут. Камене бране дуж потока и језера коришћене су хиљадама година у лову на атлантског и друге врсте лососа у рекама Нове Енглеске, а такође и у Сједињеним Државама. Ова врста сматра се врло цењеном рибом и код рекреативних риболоваца, који је лове на мушицу. Атлантски лосос се углавном узгаја у вештачким рибњацима, а само 5% продатих из дивљих средина. Најчешће се вештачки узгаја у Норвешкој, Канади, Чилеу, Великој Британији, Ирској, Фарским острвима, Русији и Тасманији у Аустралији.
Сперма и јајашца атлантског лососа се мешају, исперу и стављају у слатку воду. Одрасли примерци у заточеништву бораве у текућој и чистој води. Узгајају се у великим резервоарима за слатку воду од 12 до 20 месеци. Након тога, рибе се пребацују у слану воду, где се задржавају до друге године живота. За то време расту и сазревају у великим воденим кавезима крај обала Канаде, Сједињених Америчких Држава и Европе. Познато је да атлантски лосос понекада побегне из водених кавеза у дивље станиште, па постоји могућност за генетску измену аутохтоних популација.
Студија из 2018. године открила је 27,1% дивљих атлантских лососа у Атлантику стигао из вештачких предела. На западној обали Сједињених Држава и Канаде, атлантски лососи се добро чувају како не би побегли у отворен океан, мада било је и тих инцидената, који су документовани. Током једног инцидента 2017. године, 300.000 примерака вештачки узгајаних атлантских лососа отпливало је у отворене воде у Сан Хуану.
Иако често побегну, мала је вероватноћа да се атлантски лосос узгајан вештачки успоставити инвазивно присуству у Тихом океану. Током тридесетих година 20. века у више од 60 језера и потока намерно су пуштени вештачки узгајани атлантски лососи различитих животних доба, међутим врста се није усталила у овим срединама. Процене Националне службе за морско рибарство су да не постоји велики ризик од колонизације атлантског лососа на овај начин. Атлантски лосос се узгаја вештачки из разлога што постоји велики пад дивљих залиха ове врсте.

## Очување
Међународна унија за заштиту природе ставила је врсту атлантског лососа у категорију за „најмању бригу”. Међутим, људске активности су значајно утицале на нестанак ове врсте из неких вода. Главне претње атлантском лососу су прекомерни риболов и уништавање станишта. У језеру Онтарио у периоду од 18. до 19. века овај лосос је нестао због изградње бране, водених млинова, сече и ерозије земљишта. педесетих година 20. века откривено је да се атлантски лосос из река у Сједињених Америчких Држава,Канаде и Европе скупља у мору око Гренланда и Фарских острва. Основана је комерцијална рибарска индустрија која је ловила овог лососа помоћу мрежа. Након рекордних улова, од краја седамдесетих до почетка деведесетих година 20. века, популација се значајно смањила. Почев од 1990. године смртност атлантског лососа на мору се више него удвостручила, као и у западном делу Атлантског океана.
У водама Нове Шкотске, такође је мањи број примерака овог лососа. Број атлантског лососа пао је на ниске нивое и у водама Канаде. Године 2007. спортска риболовна организација Исланда и Скандинавије окривила је рекреативне риболовце за риболов на мору за нестанак ове врсте у већем делу станишта. Ипак, 2008. године број ове врсте се повећао, највише у Канади.
Рекреативни риболов атлантског лососа сада је дозвољен у већем делу САД и Канаде где се он појављује у великом броју, али то подлеже прописима у многим државама или покрајинама који су конципирани тако да одржавају континуитет врсте. Строга ограничења улова, праксе улова и пуштања и су примери тих прописа.
Око северног Атлантика у току су напори за враћање лососа у њихова родна станишта, са спорим напретком. Обнова и заштита станишта су кључни за овај процес. У Великим језерима атлантски лосос је успешно уведен, али проценат лососа који се природно размножава је врло низак. Атлантски лосос је био пореклом из језера Онтарио, али је потиснут губитком станишта и прекоморским риболовом у касном 19. веку. Држава Њујорк од тада има залихе својих река и притока, а у многим случајевима не дозвољава активан риболов.
У Новој Енглеској улажу се бројни напори за обнављање лососа у региону рушењем застарелих брана и другим техникама које су се на западу показале ефикасне са атлантским лососом. До сада је постигнут неки успех, јер популација расте у рекама Пенобсот и Конектикат. Језеро Чамплајн сада има атлантског лососа. У Онтарију је програм за обнову атлантског лососа покренут 2006. године и један је од највећих програма заштите ове врсте у Северној Америци. Недавни документовани успеси у поновном увођењу атлантског лососа укључују следеће:
- У октобру 2007. године, лосос је снимљен како плива у Торонту, реци Хумбер.[36]
- Мигрирајући лосос примећен је у реци Онтарио у новембру 2007.
- Од 2013. године дошло је до одређеног успеха у успостављању атлантског лососа у Фиш Крику, притоку језера Онеида у централном делу државе Њујорк.[40]
- У новембру 2015. атлантски лосос примећен је у Конектикату, у реци Фармингтон, притоци реке Конектикат, где дуго није примећен његов мрест. Потрошња савезне владе од 45 година и 25 милиона долара да обнови дивљи атлантски лосос у сливу реке Конектикат прекинута је 2012. године, али сада се чини да је била успешна.[36]

Северноатлантска организација за очување лососа је међународно веће које чине Канада, Европска унија, Исланд, Норвешка, Руска Федерација и Сједињене Државе, са седиштем у Единбургу. Основана је 1983. године ради заштите залиха атлантског лососа, кроз сарадњу међу државама. Они раде на обнављању станишта и промовишу очување лососа.
Едвард I Плантагенет је током своје владавине одредио казну за прикупљање атлантског лососа током одређеног доба године. Његов син Едвард II наставио је да регулише изградњу брана. Провере су вршили они које су именовали судови. Због збуњујућих закона, већина њих се ретко спроводила. На основу тога је 1860. године именована краљевска комисија која је детаљно истраживала атлантског лососа и законе који регулишу врсте, што је резултирало Законом о рибарству лососа из 1861. године. Актом је извршење закона стављено под контролу матичне службе, али је касније он пренесен Одбору за трговину, а потом и Одбору за пољопривреду и рибарство. Још један акт донесен 1865. године увео је ограничење за риболов и ограничење улова. Такође је изазвало формирање локалних одбора који су надлежни за одређену реку. Следећи значајан акт, донесен 1907. године, дозволио је одбору да буде задужен за улов друге слатководне рибе, укључујући пастрмку.
Упркос законодавству, ефекти одбора смањивали су се све док 1948. Године, Закон о речним плочама није дао овлаштење за све слатководне рибе и спречавање загађења на једну плочу по реци. Укупно је створио 32 табле. 1974. године 32 одбора су смањена на 10 регионалних водних власти (РВА). Иако су само северњачка, велшка, северозападна и југозападна РВА имала значајну популацију лососа, свих десет се такође бринуло за пастрве и слатководне јегуље.
Закон о риболову атлантског лососа и слатководне воде донесен је 1975. године. Између осталог, он је регулисао дозволе за риболов, ограничења величине и забранио ометање миграцијских путева лососа.
Лосос је био веома цењен у средњовековној Шкотској, а за улов рибе користили су се различити методи риболова, укључујући и кориштење мрежа. Риболов на атлантског лососа био је строго регулисан у циљу очувања ресурса. Краљ Роберт I је 1318. године донео закон о ограничењу риболова на ову врсту. Закони о улову риба на краљевским земљама често су се ажурирали, показујући њихову важност. Пошто су рибе биле држане у то време, риболовци су били жестоко кажњени; особа која је два пута осуђена за риболов на краљевском имању могла је бити осуђена на смрт. Извоз лососа био је економски важан у Абердину; Почев од 15. века, риба се могла конзервирати сољењем и стављањем у бурад, што је омогућило извоз у иностранство, укључујући и даље од Балтика. Обим ране трговине шкотским лососом је немогуће утврдити, будући да постојећи царински записи датирају тек од 1420. године надаље.
Током 15. века донесени су многи закони у циљу да атлантски лосос без риболова безбедно стигне у море. Новије законодавство је успоставило поверенике који управљају окрузима. Надаље, Законом о рибарству лососа и слатководне рибе из 1951. године захтевало се да се државном секретару дају подаци о улову лососа и пастрмке како би се утврдило ограничење улова.
Неколико популација атлантског лососа у озбиљном је опадању и наведено је као угрожено према Закону о угроженим врстама у Сједињеним Америчким Државама. Тренутно се на листи налазе водостаји од 11 река у држаи. Пенобсот је река мреста за атлантске популације лососа у САД. Повратак рибе у 2008. години био је око 2.000, што је више него двоструко у односу на повратак од 940 у 2007. години. Члан 9. ЕСА забрањује риболов угрожене врсте риба или дивљих животиња.
Савезна Влада има главну одговорност за заштиту атлантског лососа, али током последње генерације, напори су и даље пребацивали управљање што је више могуће на покрајинске власти, на пример, меморандумима о разумевању. Нова политика атлантског лососа је у изради, а Влада је покушала да Парламенту донесе нову верзију вековног Закона о рибарству.
Невладине организације, попут Атлантске лососове федерације, стално захтевају побољшања у управљању и иницијативе које треба размотрити. На Квебеку, дневна граница улова за атлантског лососа зависи од појединачне реке. Неке реке строго имају ограничење на 3 рибе и оне се морају пустити, а сваки улов мора бити пријављен. Неке реке вам омогућавају да се задржи између 1 или 2 лососа (30цм до 63цм), док ће неке ревносније реке (углавном на северној обали) омогућити да задржите 1 лососа преко 63 цм.
У језеру Онтарио историјска популација атлантског лососа је изумрла, а у току су и међународни напори да се врста поново уведе, при чему су нека подручја већ обнављала природно репродуктивну популацију.